# Henry Jermyn (1er baron Dover)
Pour les articles homonymes, voir Henry Jermyn.
Henry Jermyn (vers 1636 – 6 avril 1708), 1er baron Dover puis 3e baron Jermyn, et comte de Dover dans la pairie jacobite, est le second fils de sir Thomas Jermyn, mort en 1659, originaire de Rushbrooke dans le Suffolk.

## Biographie
Jermyn surpassa son oncle, Henry Jermyn, 1er comte de St Albans, par sa réputation de débauché, figurant fréquemment en tant que petit Jermyn dans Les Mémoires de Grammont comme l'amant de lady Castlemaine, de lady Shrewsbury, de miss Jennings et d'autres beautés de la cour de Charles II d'Angleterre. Il était aussi un célèbre duelliste, et fut toute sa vie un joueur.
Lorsque la cour partit en exil, il obtint un poste dans la maison du duc d'York. À la Restauration, il devint son Maître de cavalerie. Comme il était catholique, il joua un rôle influent auprès de Jacques, qui, au moment de son accession, en 1685, l'éleva à la pairie d'Angleterre comme baron Dover, et le nomma lieutenant général de la garde royale en 1686.
À la Glorieuse Révolution, Dover demeura loyal à Jacques, qu'il suivit à l'étranger, et en juillet 1689, le souverain déposé le créa baron Jermyn de Royston, baron d'Ipswich, vicomte Cheveley et comte de Douvres dans la pairie Jacobite. Ces titres n'étaient pas reconnus par le gouvernement anglais, bien que Jermyn fût généralement connu sous le nom de comte de Douvres (Earl of Dover). Il commanda une troupe à la bataille de la Boyne; mais peu après il fit sa soumission à Guillaume III. Il succéda à son frère Thomas comme 3e baron Jermyn en 1703, et il mourut le 6 avril 1708 à Cheveley. Comme il ne laissait aucune descendance par sa femme, Judith, fille de sir Edmund Poley de Badley, Suffolk, ses titres s'éteignirent à sa mort.